# Рязанская (станица)

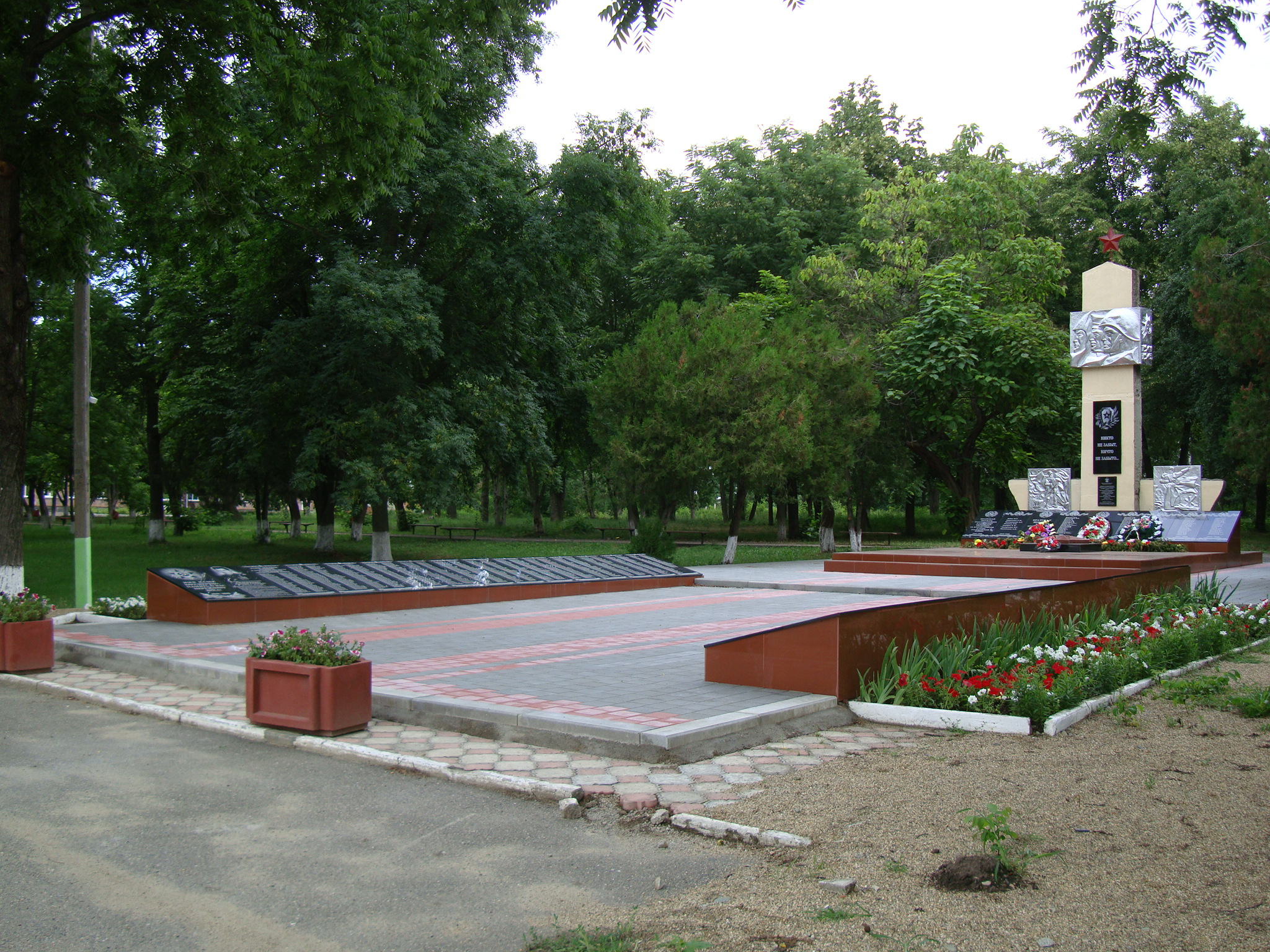
Мемориал в станице Рязанской. 2015

Ряза́нская — станица в Белореченском районе Краснодарского края. Административный центр Рязанского сельского поселения. Население — 5 412 жителей (2010).
Станица расположена на правом берегу реки Пшиш в 33 км на северо-запад от Белореченска.

## История
Станица основана в 1863 году под названием Габукаевская, переименована в Рязанскую в 1867 году. Входила в состав Екатеринодарского отдела Кубанской области. В 1934—1953 годах была центром Рязанского района.
Адыгское название станицы — адыг. Гъобэкъое.

## Население
| 1939 | 1979  | 2002  | 2010  | 2021  |
| ---- | ----- | ----- | ----- | ----- |
| 4409 | ↗5162 | ↘5091 | ↗5412 | ↘5112 |

Большинство населения — русские (92,5 %), проживают также украинцы, армяне и др.
В станице действует средняя школа номер 5. Сейчас она называется средняя общеобразовательная школа № 18.

### Улицы
| - ул. Гоголя - ул. Горького - ул. Дружная - ул. Извилистая - ул. Кирова - ул. Колхозная - ул. Комсомольская - ул. Космонавтов - ул. Красная - ул. Короткая - ул. Кубанская - ул. Ленина - ул. Лесная - ул. Лермонтово - ул. Мира | - пер. Молодёжный - ул. Надгорная - ул. Некрасова - ул. Новосёлов - ул. Новаторов - ул. Новая - ул. Партизанская - ул. Первомайская - ул. Пионерская - ул. Победы - ул. Пролетарская - ул. Пушкина - ул. Рабочая - ул. Российская - ул. Садовая | - ул. Советская - ул. Светлая - ул. Свободы - ул. Степная - ул. Толстого - ул. Украинская - ул. Фестивальная - ул. Фрунзе - ул. Фурманова - ул. Центральная - ул. Чкалова - ул. Чапаева - ул. Шевченко - ул. Энгельса |

## Известные уроженцы
- Беляевский, Василий Николаевич (1891—1940) — подъесаул 1-го Запорожского казачьего полка, герой Первой мировой войны.
- Лунин, Леонид Сергеевич (род. 1944) — советский учёный, профессор, доктор физико-математических наук.
- Сидоренко, Григорий Семёнович (1912—1966) — Герой Советского Союза.